# Martin Sinner
Martin Sinner (Coblenza, 7 febbraio 1968) è un ex tennista tedesco.

## Carriera
Ottenne il suo best ranking in singolare il 15 maggio 1995 con la 42ª posizione, mentre nel doppio divenne il 22 maggio 1989, il 82º del ranking ATP.
In singolare, in carriera, vinse due tornei del circuito ATP, entrambi nel 1995: il Copenaghen Open e il South African Open superando rispettivamente il russo Andrej Ol'chovskij e il francese Guillaume Raoux. 
Superò in un'unica occasione il primo turno di un torneo del grande slam; ciò avvenne all'Australian Open 1996 dove, dopo aver sconfitto in cinque set la wild card australiana Allen Belobrajdic, venne superato da Mark Woodforde in tre set.

## Statistiche

### Tornei ATP

#### Singolare

##### Vittorie (2)
| Legenda singolare           |
| Grande Slam (0)             |
| ATP World Tour Finals (0)   |
| ATP Super 9 (0)             |
| ATP Championship Series (0) |
| ATP World Series (2)        |

| Numero | Data          | Torneo                           | Superficie    | Avversario in finale | Punteggio           |
| 1.     | 6 marzo 1995  | Copenaghen Open, Copenaghen      | Sintetico (i) | Andrej Ol'chovskij   | 6(3)–7, 7–6(8), 6-3 |
| 2.     | 3 aprile 1995 | South African Open, Johannesburg | Cemento       | Guillaume Raoux      | 6-1, 6-4            |

#### Doppio

##### Sconfitte in finale (1)
| Legenda singolare           |
| Grande Slam (0)             |
| ATP World Tour Finals (0)   |
| ATP Super 9 (0)             |
| ATP Championship Series (0) |
| ATP World Series (1)        |

| Numero | Data          | Torneo                           | Superficie | Compagno      | Avversari in finale              | Punteggio     |
| 1.     | 3 aprile 1995 | South African Open, Johannesburg | Cemento    | Joost Winnink | Rodolphe Gilbert Guillaume Raoux | 4-6, 6-3, 3-6 |

### Tornei minori

#### Singolare

##### Vittorie (5)
| Legenda tornei minori |
| Challenger (5)        |
| Futures (0)           |

| Numero | Data            | Torneo                           | Superficie    | Avversario in finale | Punteggio     |
| 1.     | 23 aprile 1990  | Pretoria Challenger, Pretoria    | Cemento (i)   | Wayne Ferreira       | 6-4, 6-4      |
| 2.     | 23 luglio 1990  | Hanko Open, Hanko                | Terra rossa   | Andrej Ol'chovskij   | 6-3, 6-3      |
| 3.     | 6 giugno 1994   | Bulgarian Open Challenger, Sofia | Terra rossa   | Alejandro Aramburu   | 6-2, 7-5      |
| 4.     | 27 giugno 1994  | Montauban Challenger, Montauban  | Terra rossa   | Pier Gauthier        | 7-6, 6-2      |
| 5.     | 26 gennaio 1998 | Heilbronn Open, Heilbronn        | Sintetico (i) | Gianluca Pozzi       | 6-0, 3-6, 6-3 |

#### Doppio

##### Vittorie (9)
| Legenda tornei minori |
| Challenger (9)        |
| Futures (0)           |

| Numero | Data             | Torneo                           | Superficie    | Compagno         | Avversari in finale                 | Punteggio        |
| 1.     | 18 luglio 1988   | Schickedanz Open, Fürth          | Terra rossa   | Michael Stich    | Wojciech Kowalski Adrian Marcu      | 4-6, 6-3, 7-6    |
| 2.     | 25 luglio 1988   | Neu Ulm Challenger, Nuova Ulma   | Terra rossa   | Michael Stich    | Heinz Günthardt Balázs Taróczy      | 6-3, 6-4         |
| 3.     | 6 marzo 1989     | Heilbronn Open, Heilbronn        | Sintetico (i) | Michael Stich    | George Cosac Adrian Marcu           | 4-6, 6-4, 7-6    |
| 4.     | 15 maggio 1989   | Salzburg Challenger, Salisburgo  | Terra rossa   | Michael Stich    | Brett Custer Simon Youl             | Walkover         |
| 5.     | 23 maggio 1994   | Mumbai Challenger, Mumbai        | Cemento       | Martin Zumpft    | Sascha Nensel Torben Theine         | 6-1, 6-4         |
| 6.     | 27 giugno 1994   | Montauban Challenger, Montauban  | Terra rossa   | Joost Winnink    | Nicola Bruno Otavio Della           | 7-5, 6-3         |
| 7.     | 6 febbraio 1995  | Volkswagen Challenger, Wolfsburg | Sintetico (i) | Joost Winnink    | Dirk Dier Lars Koslowski            | 7-5, 6-3         |
| 8.     | 27 febbraio 1995 | Hamburg Challenger, Amburgo      | Sintetico (i) | David Prinosil   | Clinton Ferreira Aleksandar Kitinov | 6-2, 6-3         |
| 9.     | 7 febbraio 2000  | Volkswagen Challenger, Wolfsburg | Sintetico (i) | Jan-Ralph Brandt | Tomáš Cibulec Leoš Friedl           | 7-5, 3-6, 7–6(7) |